# مايكروسوفت الجزائر
مايكروسوفت الجزائر (بالفرنسية:Microsoft Algérie)، هي شركة جزائرية تابعة للشركة الأم مايكروسوفت، أسست الشركة الفرعية سنة 2011، وتقع مقرها في الجزائر العاصمة.

## الموقع الخارجي
- الموقع الرسمي
 (الفرنسية)